# Phyllanthus leytensis
Phyllanthus leytensis är en emblikaväxtart som beskrevs av Adolph Daniel Edward Elmer. Phyllanthus leytensis ingår i släktet Phyllanthus och familjen emblikaväxter. Inga underarter finns listade i Catalogue of Life.